# 愛知県道256号古見停車場線

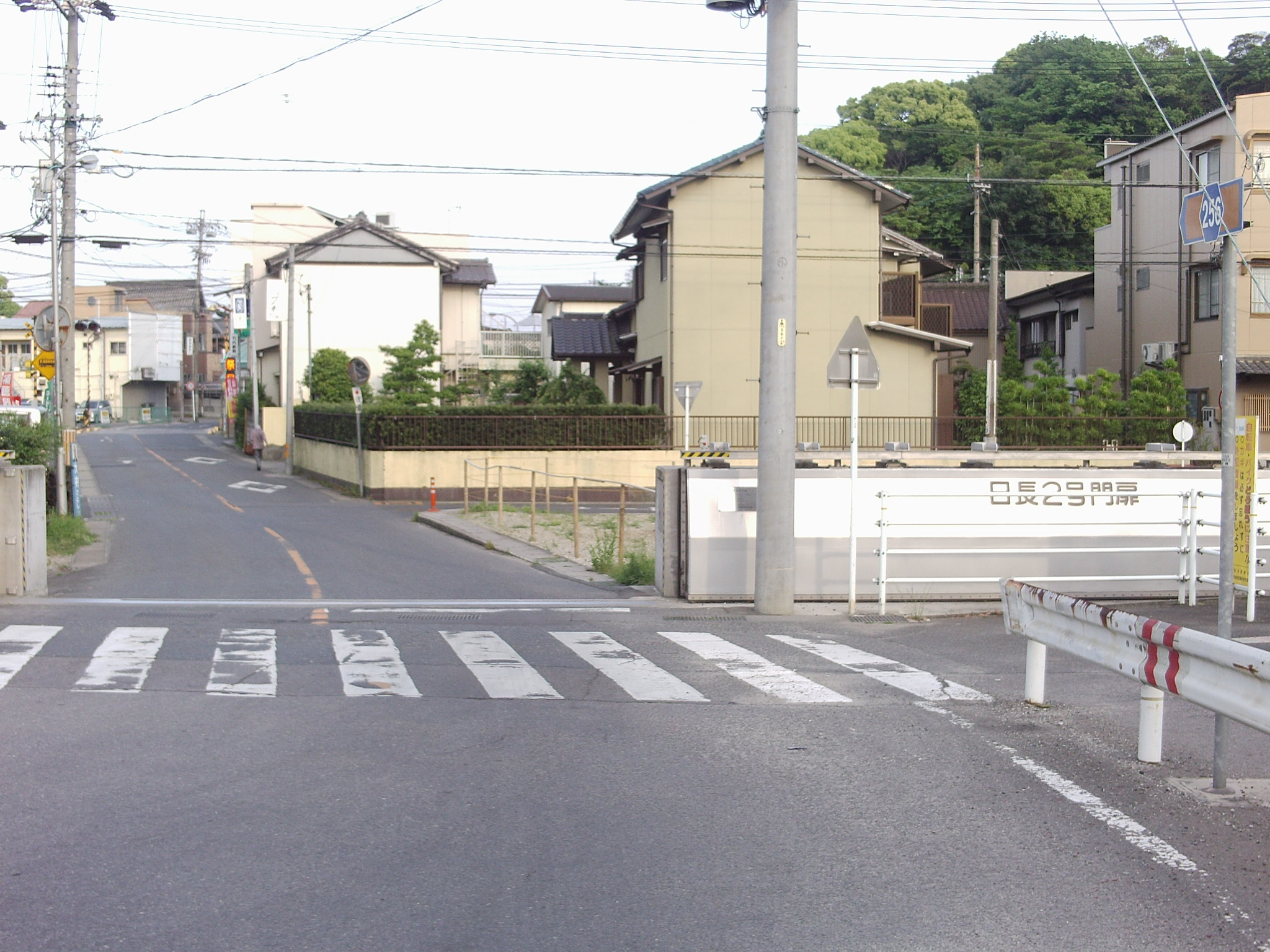
起点

愛知県道256号古見停車場線（あいちけんどう256ごう こみていしゃじょうせん）は、愛知県知多市を走る一般県道である。

## 概要

### 路線データ
- 起点：古見停車場
- 終点：愛知県知多市新知（国道155号交点）

## 沿革
- 1959年12月15日：認定

## 地理

### 通過する自治体
- 愛知県
  - 知多市

### 交差する道路
- 国道155号（浜脇交差点）

### 沿線
- 名鉄常滑線 古見駅
- 新知公民館
- 知多古見郵便局
- 知多市商工会館
- 知多消防団第二分団